# Arcidiecéze florentská
Arcidiecéze florentská (latinsky Archidioecesis Florentina) je římskokatolická metropolitní diecéze v Itálii, která je součástí Církevní oblasti Toskánsko. Katedrálním kostelem je dóm Santa Maria del Fiore ve Florencii. Současným florentským arcibiskupem je od 18. dubna 2024 Gherardo Gambelli.

## Stručná historie
Pozdější tradice kladou vznik diecéze do 1. století, historicky je křesťanství ve Florencii doloženo až ve 2.–3. století, prvním praměnně doloženým biskupem je Felix v roce 313. V roce 1419 byla povýšena na arcidiecézi.